# Seznam paní, hraběnek a vévodkyní z Guise

## Paní z Guise

### Starší Guiseové,?–1185
| Portrét | Jméno                   | Otec                                                      | Narození | Sňatek | Stala se paní | Přestala být paní | Smrt | Manžel       |
| ------- | ----------------------- | --------------------------------------------------------- | -------- | ------ | ------------- | ----------------- | ---- | ------------ |
|         | Ada z Roucy             | Hildouin IV. de Montdidier, hrabě z Roucy (Montdidierové) | -        | -      | -             | -                 | -    | Geoffrey     |
|         | Adelinde de Montmorency | Bouchard III., pán z Montmorency (Montmorencyové)         | -        | -      | -             | -                 | -    | Guy I.       |
|         | Adélaïde de Soupir      | ?                                                         | -        | -      | -             | -                 | -    | Bouchard II. |

### Avesnesové, 1185–1244
| Portrét | Jméno                     | Otec                              | Narození | Sňatek       | Stala se paní | Přestala být paní                 | Smrt              | Manžel      |
| ------- | ------------------------- | --------------------------------- | -------- | ------------ | ------------- | --------------------------------- | ----------------- | ----------- |
|         | Markéta, hraběnka z Blois | Teobald V., hrabě z Blois (Blois) | 1170     | po roce 1200 | po roce 1200  | 11. července 1244 husband's death | 12. července 1230 | Walter III. |

### Châtillonové, 1244–1404
| Portrét | Jméno                      | Otec                                        | Narození       | Manželství        | Stala se paní                             | Přestala být paní                  | Smrt          | Manžel  |
| ------- | -------------------------- | ------------------------------------------- | -------------- | ----------------- | ----------------------------------------- | ---------------------------------- | ------------- | ------- |
|         | Alix Bretaňská             | Jan I., vévoda z Bretaně (Dreuxové)         | 6. června 1243 | 11. prosince 1254 | 11. prosince 1254                         | 28. června 1279 manželova smrt     | 2. srpna 1288 | Jan I.  |
|         | Beatrice Vlámská           | Vít, hrabě z Vlámska (Dampierrové)          | 1270           | 1287              | 19/29. ledna 1291 manželův nástup na trůn | 1307 manželova smrt                | po roce 1307  | Hugo    |
|         | Markéta z Valois           | Karel z Valois (Valois)                     | 1295           | 6. října 1310     | 6. října 1310                             | červenec 1342                      | červenec 1342 | Vít II. |
|         | Joana, vévodkyně z Bretaně | Vít de Dreux, hrabě z Penthièvre (Dreuxové) | 1319           | 4. června 1337    | 12. srpna 1342 manželův nástup na trůn    | 1360 tituly přešly na dceru a zetě | 10. září 1384 | Karel   |

### Valois-Anjou, 1404–1417
| Portrét | Jméno             | Otec                           | Narození       | Sňatek           | Stala se paní                              | Přestala být paní             | Smrt               | Manžel     |
| ------- | ----------------- | ------------------------------ | -------------- | ---------------- | ------------------------------------------ | ----------------------------- | ------------------ | ---------- |
|         | Jolanda Aragonská | Jan I. Aragonský (Barcelonští) | 11. srpna 1384 | 2. prosince 1400 | 12. listopadu 1404 manželův nástup na trůn | 29. dubna 1417 manželova smrt | 14. listopadu 1442 | Ludvík II. |

## Hraběnky z Guise

### Valois-Anjou, 1417–1425
| Portrét | Jméno                          | Otec                                      | Narození | Sňatek         | Stala se hraběnkou | Přestala být hraběnkou                                    | Smrt           | Manžel |
| ------- | ------------------------------ | ----------------------------------------- | -------- | -------------- | ------------------ | --------------------------------------------------------- | -------------- | ------ |
|         | Izabela, vévodkyně z Lotrinska | Karel II., vévoda z Lotrinska (Lotrinští) | 1400     | 24. října 1420 | 24. října 1420     | 1425 hrabství zabráno Angličany a předáno rodu Lucemburků | 28. února 1453 | René   |

### Lucemburkové, 1425–1472
| Portrét | Jméno                                      | Otec                                                     | Narození | Sňatek             | Stala se hraběnkou                    | Přestala být hraběnkou                                                                                           | Smrt            | Manžel    |
| ------- | ------------------------------------------ | -------------------------------------------------------- | -------- | ------------------ | ------------------------------------- | --- | --------------- | --------- |
|         | Johana de Béthune, vikomtesa z Meaux       | Robert VIII. de Béthune, vikomt z Meaux (Béthuneové)     | 1397     | 23. listopadu 1418 | 1425 manželův nástup na trůn          | 5. ledna 1441 manželova smrt                                                                                     | konec roku 1449 | Karel I.  |
|         | Johana de Bar, hraběnka z Marle a Soissons | Robert z Baru, hrabě z Marle a Soissons (Scarponnoisové) | 1415     | 16. července 1435  | 5. ledna 1441 manželův nástup na trůn | 1444 převzato korunou a dáno zpět dynastii Valois-Anjou pod podmínkou, že se Ludvíkova sestra provdá za Karla I. | 14. května 1462 | Ludvík I. |

### Valois-Anjou, 1444–1481
| Portrét | Jméno               | Otec                                                | Narození | Sňatek         | Stala se hraběnkou | Přestala být hraběnkou        | Smrt              | Manžel    |
| ------- | ------------------- | --------------------------------------------------- | -------- | -------------- | ------------------ | ----------------------------- | ----------------- | --------- |
|         | Isabela Lucemburská | Petr Lucemburský, hrabě ze Saint-Pol (Lucemburkové) | 1458     | květen 1444    | květen 1444        | 10. dubna 1472 manželova smrt | 1472 nebo později | Karel I.  |
|         | Johana de Lorraine  | Fridrich II. Vaudémontský (Vaudémontští)            | 1458     | 21. ledna 1474 | 21. ledna 1474     | 25. ledna 1480                | 25. ledna 1480    | Karel II. |

Navráceno koruně 1481–1491

### Armagnacové, 1491–1520
Žádná, ačkoli hrabě z tohoto rodu byl zasnouben s Františkou z Alençonu

### Guiseové, 1520–1528
| Portrét | Jméno                | Otec                                           | Narození          | Sňatek         | Stala se hraběnkou                      | Přestala být hraběnkou  | Smrt           | Manžel   |
| ------- | -------------------- | ---------------------------------------------- | ----------------- | -------------- | --------------------------------------- | ----------------------- | -------------- | -------- |
|         | Antoaneta Bourbonská | František, hrabě z Vendôme (Bourbon-La Marche) | 25. prosince 1493 | 9. června 1513 | 1520 titul udělený pařížskou konferencí | 1528 stala se vévodkyní | 22. ledna 1583 | Klaudius |

## Vévodkyně z Guise

### Guiseové, 1528–1688
| Portrét | Jméno                                                       | Otec                                                  | Narození           | Sňatek             | Stala se vévodkyní                     | Přestala být vévodkyní               | Smrt             | Manžel       |
| ------- | ----------------------------------------------------------- | ----------------------------------------------------- | ------------------ | ------------------ | -------------------------------------- | ------------------------------------ | ---------------- | ------------ |
|         | Antoaneta Bourbonská                                        | František, hrabě z Vendôme (Bourbon-La Marche)        | 25. prosince 1493  | 9. června 1513     | 1528 stala se vévodkyní                | 12. dubna 1550 manželova smrt        | 22. ledna 1583   | Klaudius     |
|         | Anna d'Este                                                 | Herkules II. d'Este (Estenští)                        | 16. listopadu 1531 | 29. dubna 1548     | 12. dubna 1550 manželův nástup na trůn | 24. února 1563 manželova smrt        | 17. května 1607  | František    |
|         | Kateřina Klévská, hraběnka z Eu                             | František I., vévoda z Nevers (La Marckové)           | 1548               | 4. října 1570      | 4. října 1570                          | 23. prosince 1588 atentát na manžela | 11. května 1633  | Jindřich I.  |
|         | Henrietta Kateřina, vévodkyně z Joyeuse                     | Jindřich, vévoda z Joyeuse (Joyeuseové)               | 8. ledna 1585      | 6. ledna 1611      | 6. ledna 1611                          | 30. září 1640 manželova smrt         | 25. února 1656   | Karel        |
|         | Anna Marie Gonzagová                                        | Karel I. Gonzaga, vévoda z Mantovy (Gonzago-Neverští) | 1616               | 1639               | 30. září 1640 manželův nástup na trůn  | 1641 rozvod                          | 6. července 1684 | Jindřich II. |
|         | Honorée de Berghes, hraběnka z Bossut                       | Godefroy de Glymes, hrabě z Grimberghe (Glymeové)     | -                  | 11. listopadu 1641 | 11. listopadu 1641                     | 1643 rozvod                          | srpen 1679       | Jindřich II. |
|         | Alžběta Markéta d'Orléans, Vévodkyně z Alençonu a Angoulême | Gaston de France, vévoda z Orléans (Bourboni)         | 26. prosince 1646  | 15. června 1667    | 15. června 1667                        | 30. července 1671 manželova smrt     | 17. března 1696  | Ludvík Josef |

### Wittelsbachové, 1688–1723
Nikdo

### Bourboni, 1709–1830
| Portrét | Jméno                                           | Otec                                                                 | Narození       | Sňatek            | Stala se vévodkyní                      | Přestala být vévodkyní         | Smrt            | Manžel                |
| ------- | ----------------------------------------------- | -------------------------------------------------------------------- | -------------- | ----------------- | --------------------------------------- | ------------------------------ | --------------- | --------------------- |
|         | Luisa Františka de Bourbon, légitimée de France | Ludvík XIV. Francouzský (Bourboni)                                   | 1. června 1673 | 25. května 1685   | 1. dubna 1709 manželův nástup na trůn   | 4. března 1710 manželova smrt  | 16. června 1743 | Ludvík                |
|         | Marie Anna de Bourbon                           | František Ludvík, kníže z Conti (Bourbon-Conti)                      | 18. dubna 1689 | 9. srpna 1713     | 9. srpna 1713                           | 21. března 1720                | 21. března 1720 | Ludvík Jindřich       |
|         | Karolína Hesensko-Rotenburská                   | Ernest Leopold, lankrabě hesensko-rotenburský (Hesensko-Rotenburští) | 18. srpna 1714 | 24. července 1728 | 24. července 1728                       | 27. ledna 1740 manželova smrt  | 14. června 1741 | Ludvík Jindřich       |
|         | Šarlota de Rohan                                | Karel, kníže ze Soubise (Rohanové)                                   | 7. října 1737  | 3. května 1753    | 3. května 1753                          | 4. března 1760                 | 4. března 1760  | Ludvík Josef          |
|         | Marie Kateřina di Brignole-Sale                 | Giuseppe Maria Brignole-Sale, markýz z Groppoli (Brignolsko-Salští)  | 7. října 1737  | 24. října 1798    | 24. října 1798                          | 13. května 1818 manželova smrt | 18. března 1813 | Ludvík Josef          |
|         | Batilda d'Orléans                               | Ludvík Filip I., vévoda z Orléans (Orléans)                          | 9 July 1750    | 24. dubna 1770    | 13. května 1818 manželův nástup na trůn | 10. ledna 1822                 | 10. ledna 1822  | Ludvík Jindřich Josef |

Poté titul zanikl a již nebyl nikomu udělen. Země se tedy vrátila zpátky koruně. Ludvík Jindřich však přenechal majetek svému kmotřenci, princi Jindřichovi, vévodovi z Aumale. V roce 1847 mu jeho dědeček Ludvík Filip I., král Francouzů, udělil osobní titul vévody z Guise.